# آپتون (ماساچوست)
آپتون، ماساچوست
آپتون (به انگلیسی: Upton) شهرکی در شهرستان ورچستر ایالت ماساچوست می‌باشد که در سال ۱۷۳۵ بنیان‌گذاری شده‌است. این شهرک در سرشماری سال ۲۰۱۰ میلادی، ۷٬۵۴۲ نفر جمعیت داشته‌است.